# Tania Raymonde
Tania Raymonde Helen Katz (Los Angeles, 1988. március 22. –) amerikai színésznő.
Első fontosabb szerepe Cynthia Sanders volt a Már megint Malcolm című szituációs komédiában, 2000 és 2002 között. 2006-tól 2010-ig a Lost – Eltűntek Alex Rousseau-jaként vált ismertté. 2015-től egy éven át Az utolsó remény című akció-drámasorozat szereplője volt, majd 2016-tól 2021-ig egy jogi drámasorozat, a Góliát szereplőgárdájának tagja lett.
Filmjei közé tartozik A texasi láncfűrészes – Az örökség (2013) és a Háborgó mélység 3. (2020).
2006-ban debütált forgatókönyvíróként és rendezőként Cell Division című rövidfilmjével, mely több díjat is elnyert.

## Filmográfia

### Film
| Év   | Magyar cím                         | Eredeti cím                                | Szerep             | Magyar hang        |
| ---- | ---------------------------------- | ------------------------------------------ | ------------------ | ------------------ |
| 2002 | A városi lány                      | Children on Their Birthdays                | Lily Jane Bobbit   |                    |
| 2006 |                                    | The Garage                                 | Bonnie Jean "B.J." |                    |
| 2008 |                                    | The Other Side of the Tracks               | Amelia             |                    |
| 2008 |                                    | Japan                                      | Mae                |                    |
| 2008 | Pajzán parti cserediákoknak        | Foreign Exchange                           | Anita Duarte       | Bogdányi Titanilla |
| 2009 |                                    | Elsewhere                                  | Jillian            |                    |
| 2009 |                                    | The Immaculate Conception of Little Dizzle | Ethyl              |                    |
| 2009 |                                    | Wild Cherry                                | Helen McNicol      |                    |
| 2009 | Ezt megint jól kifőztük!           | Still Waiting...                           | Amber              | Pikali Gerda       |
| 2010 |                                    | Chasing 3000                               | Kelly              |                    |
| 2011 | Horror az autósmoziban             | Chillerama                                 | Zelda              |                    |
| 2011 |                                    | Losers Take All                            | Wendy Horowitz     |                    |
| 2011 |                                    | Trophy Kids                                | Tiffany            |                    |
| 2012 |                                    | Crazy Eyes                                 | Autumn             |                    |
| 2012 | Kék, mint a jazz                   | Blue Like Jazz                             | Lauryn             | Pálmai Anna        |
| 2013 | A texasi láncfűrészes – Az örökség | Texas Chainsaw 3D                          | Nikki              | Pálmai Anna        |
| 2017 |                                    | Dirty Lies                                 | Amber              |                    |
| 2019 |                                    | Cliffs of Freedom                          | Anna Christina     |                    |
| 2020 | Háborgó mélység 3.                 | Deep Blue Sea 3                            | Dr. Emma Collins   |                    |
| 2022 |                                    | Futra Days                                 | Nichole            |                    |

Rövidfilmek
- 2006: Cell Division – filmrendező és forgatókönyvíró
- 2009: GoodSam and Max – Sam
- 2012: Hatching Max – Shell
- 2017: Without You– forgatókönyvíró

### Televízió
| Év        | Magyar cím                       | Eredeti cím                     | Szerep                         | Megjegyzések |
| --------- | -------------------------------- | ------------------------------- | ------------------------------ | ------------ |
| 2000      |                                  | Providence                      | Alice / Young Syd              | 1 epizód     |
| 2000      | A Garcia testvérek               | The Brothers García             | Nicole                         | 1 epizód     |
| 2000–2002 | Már megint Malcolm               | Malcolm in the Middle           | Cynthia                        | 4 epizód     |
| 2001      |                                  | The Nightmare Room              | Beth                           | 1 epizód     |
| 2003      |                                  | That's So Raven                 | Carly                          | 1 epizód     |
| 2003      |                                  | The O'Keefes                    | Lauren O'Keefe                 | 8 epizód     |
| 2003      | Az őrangyal                      | The Guardian                    | Petra                          | 1 epizód     |
| 2005–2023 | NCIS                             | NCIS                            | Anna Real / Chloe Marlene      | 2 epizód     |
| 2006      | A médium                         | Medium                          | Taylor Greene                  | 1 epizód     |
| 2006–2010 | Lost – Eltűntek                  | Lost                            | Alex Rousseau                  | 21 epizód    |
| 2008      | The Cleaner – A független        | The Cleaner                     | Nika                           | 1 epizód     |
| 2008      | CSI: New York-i helyszínelők     | CSI: NY                         | Laura Roman                    | 1 epizód     |
| 2008–2010 | Döglött akták                    | Cold Case                       | Frankie Rafferty               | 8 epizód     |
| 2009      | Dr. Csont                        | Bones                           | Lexi                           | 1 epizód     |
| 2009      | Ütközések                        | Crash                           | Roxanne Thigpen                | 2 epizód     |
| 2009      | Esküdt ellenségek: Bűnös szándék | Law & Order: Criminal Intent    | Shelley Smith / Birgit Kaspers | 1 epizód     |
| 2010      | Elfelejtve                       | The Forgotten                   | Sarah Poole                    | 1 epizód     |
| 2010      | Kukkolók                         | Look: The Series                | Courtney                       | 3 epizód     |
| 2011      | Hawaii Five-0                    | Hawaii Five-0                   | Melanie Ayres                  | 1 epizód     |
| 2011      |                                  | Death Valley                    | Carla Rinaldi rendőr           | 12 epizód    |
| 2012      | 90210                            | 90210                           | Sonia                          | 3 epizód     |
| 2012–2013 | Elcserélt lányok                 | Switched at Birth               | Zarra                          | 10 epizód    |
| 2013      | Lángoló Chicago                  | Chicago Fire                    | Nicole Sermons rendőr          | 2 epizód     |
| 2013      |                                  | Jodi Arias: Dirty Little Secret | Jodi Arias                     | tévéfilm     |
| 2014      | Intelligence – A jövő ügynöke    | Intelligence                    | Emily                          | 1 epizód     |
| 2014      | Agymenők                         | The Big Bang Theory             | Yvette                         | 1 epizód     |
| 2015      | CSI: A helyszínelők              | CSI: Crime Scene Investigation  | Tina                           | 1 epizód     |
| 2015–2016 | Az utolsó remény                 | The Last Ship                   | Valerie Raymond                | 4 epizód     |
| 2016–2021 | Góliát                           | Goliath                         | Brittany Gold                  | 24 epizód    |
| 2023      | S.W.A.T. – Különleges egység     | S.W.A.T.                        | Abby                           | 1 epizód     |

## Fordítás
- Ez a szócikk részben vagy egészben  a   Tania Raymonde című angol Wikipédia-szócikk fordításán alapul.  Az eredeti cikk szerkesztőit annak laptörténete sorolja fel. Ez a jelzés csupán a megfogalmazás eredetét és a szerzői jogokat jelzi, nem szolgál a cikkben szereplő információk forrásmegjelöléseként.